# Piz Nuna
Piz Nuna är en bergstopp i Schweiz.   Den ligger i regionen Engiadina Bassa/Val Müstair och kantonen Graubünden, i den östra delen av landet, 210 km öster om huvudstaden Bern. Toppen på Piz Nuna är 3 124 meter över havet, eller 615 meter över den omgivande terrängen. Bredden vid basen är 7,1 km.
Terrängen runt Piz Nuna är huvudsakligen bergig, men den allra närmaste omgivningen är kuperad. Runt Piz Nuna är det mycket glesbefolkat, med 4 invånare per kvadratkilometer.. Närmaste större samhälle är Scuol, 14,1 km nordost om Piz Nuna. 
Trakten runt Piz Nuna består i huvudsak av gräsmarker.